# Khalid ibn al-Walid
Khālid ibn al-Walīd ibn al-Mughīra (in arabo خالد بن الوليد‎?, Khālid ibn al-Walīd; La Mecca, 592 – Homs o Medina, 642) è stato un condottiero arabo musulmano, appartenente al clan egemonico meccano coreiscita dei Banū Makhzūm.
Khālid è considerato il miglior uomo d'armi del periodo islamico classico, tanto da essere normalmente ricordato come la "Spada di Allah" (Sayf al-Allah), ed essendo rimasto imbattuto, è ampiamente considerato come uno dei più grandi guerrieri e generali militari della storia.

## Biografia
Prima della sua conversione, avvenuta nell'anno 6 dell'egira, corrispondente al 627, Khālid guidò i pagani di Mecca alla squillante vittoria di Uhud contro le forze musulmane dei fuoriusciti Meccani (Emigrati, Muhāgirūn) e dei convertiti di Medina (Anṣār), tutti sotto il comando del profeta dell'Islam Maometto che, in quell'occasione, fu addirittura ferito.
La sua conversione costituì perciò un importante acquisto per la Umma islamica e Khālid, anche sotto le nuove bandiere, si distinse militarmente, senza mai dover registrare alcuna sconfitta.
Se infatti Khalid era presente alla rotta musulmana di Muʾta, si deve ricordare che egli era in quell'occasione appena il quarto nella catena di comando.
Già sotto il califfo Abū Bakr, Khālid ebbe l'incarico di ricondurre all'obbedienza di Medina le tribù che, con la morte di Maometto, se n'erano distaccate. Con l'aiuto di ʿIkrima ibn Abī Jahl egli condusse in porto una non facile guerra (a torto o a ragione definita della "ridda", cioè dell'"apostasia"), sconfiggendo il "falso profeta" Musaylima. Il successivo califfo ʿOmar ibn al-Khaṭṭāb - che non apprezzava il suo carattere ancora assai simile a quello del pagano intriso dei tradizionali valori della muruwwa e che gli rimproverava quanto accaduto dopo la vittoria di ʿAqrabāʾ, quando aveva costretto a unirsi a lui in matrimonio la vedova del capo nemico al-Malik b. Nuwayra, - Khālid operò fruttuosamente in Mesopotamia, conquistando la capitale dei Lakhmidi al-Hīra, e avviò le operazioni contro la Persia sasanide, portate a compimento dal capo beduino dei Banū Bakr ibn Wāʿil al-Muthannā ibn Ḥāritha e dal Compagno Saʿd ibn Abī Waqqāṣ.
A Khālid fu infine affidato il comando delle operazioni in Siria (Abū Bakr inviò ad Abū ʿUbayda b. al-Jarrāḥ una lettera personale in cui disse "Per portare a compimento la campagna militare in Siria, ho deciso che Khālid diventi capo dell'esercito, anche se so che tu sei migliore di lui, ma lui è più abile di te nel campo militare. Salute e che Allah ci guidi alla giusta strada").

In Siria conseguì una serie di vittorie e di fruttuosi accordi che gli spalancarono le porte della regione e di tante città, fra cui Damasco. Determinante, assai più della vittoria di Ajnādayn, la prima vittoria arabo-islamica contro formazioni regolari bizantine, fu la Campagna del Yarmūk in cui si compì la definitiva sconfitta bizantina e la conquista dell'intera Siria.